# Mam Drammeh
Mam Drammeh (geboren am 10. April 2001) ist eine gambische Fußballspielerin.

## Verein
Drammeh spielte zuerst für die Abuko Upper Basic School, mit der sie zwischen 2007 und 2009 drei Schulmeisterschaften gewann, bei denen sie jeweils Torschützenkönigin wurde. Um 2014 spielte sie für das Fußballteam der Muslim Senior Secondary School, mit dem sie ebenfalls drei Schulmeisterschaften gewann.
Schon während der Schulzeit spielte sie außerdem für den Erstligisten Abuko United. 2016 schoss sie in der Liga 16 Tore.
Im April 2017 war sie bei den National Sports Awards der Sports Journalists’ Association of The Gambia (SJAG) als Talent des Jahres nominiert.

## Nationalteam
Im August 2017 war ihr Einsatz im gambischen Nationalteam der Frauen bei einem Freundschaftsspiel gegen Kap Verde vorgesehen, das aber kurzfristig abgesagt wurde.
Am 16. September 2017 stand Drammeh bei Gambias erstem offiziellen internationalen Spiel gegen Guinea-Bissau im Kader.
Bei der Qualifikation für den Afrika-Cup der Frauen 2018 trat sie mit dem gambischen Team an. Das Team schied in der zweiten Runde gegen Nigeria aus, das später den Titel gewann.